# Oxymacaria goniota
Oxymacaria goniota är en fjärilsart som beskrevs av Oswald Beltram Lower 1893. Oxymacaria goniota ingår i släktet Oxymacaria och familjen mätare. Inga underarter finns listade i Catalogue of Life.